# Grosser Preis des Kantons Aargau 1986
Il Grosser Preis des Kantons Aargau 1986, ventitreesima edizione della corsa, si svolse il 1º agosto su un percorso di 206,8 km, con partenza e arrivo a Gippingen. Fu vinto dal belga Frank Hoste della Fagor-MBK davanti all'olandese Peter Stevenhaagen e allo svizzero Gilbert Glaus.

## Ordine d'arrivo (Top 10)
| Pos. | Corridore            | Squadra                  | Tempo    |
| ---- | -------------------- | ------------------------ | -------- |
| 1    | Frank Hoste          | Fagor-MBK                | 4h46'26" |
| 2    | Peter Stevenhaagen   | PDM-Ultima-Concorde      | s.t.     |
| 3    | Gilbert Glaus        | Peugeot-Shell-Michelin   | s.t.     |
| 4    | Ferdi Van den Haute  | Skala-Skil               | s.t.     |
| 5    | Jesper Skibby        | Roland-Van De Ven        | s.t.     |
| 6    | Beat Breu            | Carrera-Inoxpran         | s.t.     |
| 7    | Jean-Claude Leclercq | KAS-Canal 10             | s.t.     |
| 8    | Jan Wijnants         | Hitachi-Marc-Splendor    | s.t.     |
| 9    | Bruno Huger          | R.M.O.                   | s.t.     |
| 10   | Serge Demierre       | Cilo-Aufina-Gemeaz Cusin | s.t.     |